# Washington Hunt
Pour les articles homonymes, voir Hunt.
Washington Hunt, né le 5 août 1811 à Windham et mort le 2 février 1867 à New York, est un homme politique américain. Il est le 17e gouverneur de l'État de New York (1851-1852).